# Tocadán
Tocadán es un barrio rural del municipio filipino de cuarta categoría de Cuyo perteneciente a la provincia  de Paragua en Mimaro, Región IV-B.

## Geografía
Este barrio, uno de los más septentrionales del municipio, se encuentra en el interior de la isla de Gran Cuyo,  situada en el mar de Joló en las Islas de Cuyos, archipiélago formado por cerca de 45 islas situadas al noreste de la isla de Paragua (Puerto Princesa), al sur de Mindoro (San José) y al oeste de la de Panay (Iloílo).
Su término linda al norte con el barrio de Maringián; al sur con el barrio de Lungsod ; al este con el municipio de Magsaysay, barrio de Igabas ; y al oeste con los barrios de Bangcal y de Catadman.

### Demografía
El barrio de Tocadán contaba en mayo de 2010 con una población de 319 habitantes, siendo el menos poblado del municipio.